# Lustschloss Favorite (Mainz)

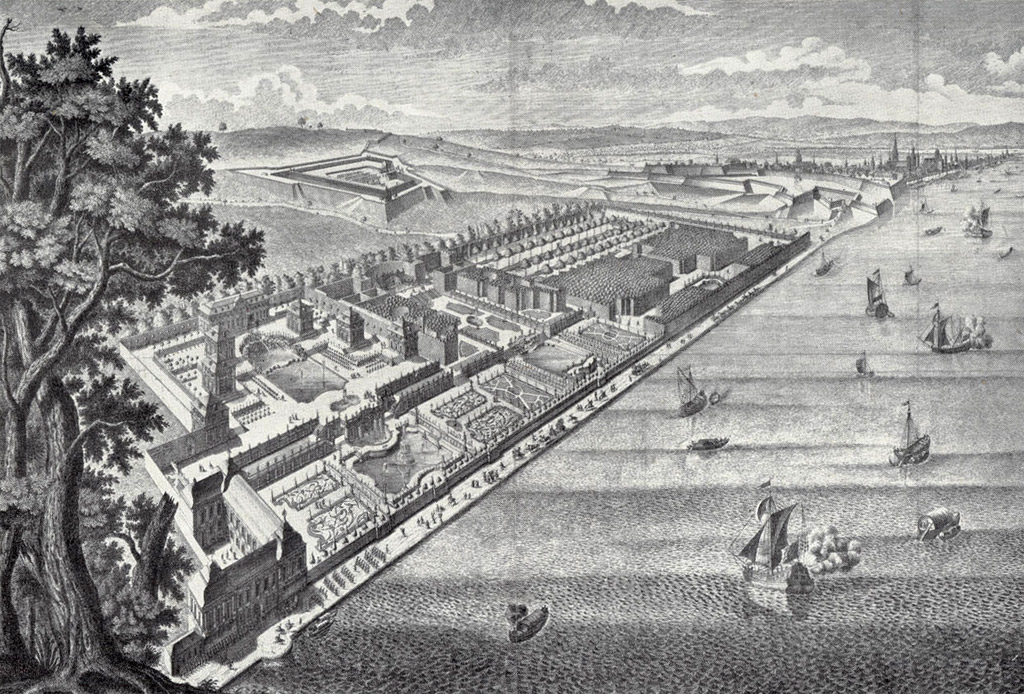
Gesamtansicht der Favorite, Stich von Kleiner 1726

Das Lustschloss Favorite (oft auch kurz nur die Favorite genannt) am Mainzer Rheinufer war eine bedeutende barocke Anlage im kurfürstlichen Mainz mit aufwändigen Gartenanlagen und Wasserspielen. Erbaut wurde die Favorite in mehreren Abschnitten, beginnend mit dem Jahr 1700. Fertiggestellt wurde sie im Wesentlichen um das Jahr 1722. Ihr Bauherr, Lothar Franz von Schönborn Kurfürst von Mainz, entstammte einer der bedeutendsten fränkisch-mittelrheinischen Adelsfamilien der damaligen Zeit und war Bauherr vieler barocker Gärten und Paläste. Das Lustschloss Favorite wurde während der Belagerung von Mainz 1793 in den Koalitionskriegen vollständig zerstört.
Vorbild der Anlage war das französische Lustschloss Marly-le-Roi von Ludwig XIV. Das Lustschloss Favorite gilt mit seiner Weiterentwicklung der formalistisch-frühbarocken Gartengestaltung im Stile von Versailles als Vorbild für viele weitere, später entstandene Gartenanlagen der nachfolgenden spätbarocken Epoche der Gartenkunst.

## Vorgeschichte
Das Gelände der Favorite liegt direkt am Rheinufer gegenüber der Mainmündung und südlich des mittelalterlichen Festungsrings vor den Toren von Mainz. Bereits im Mittelalter wurde es für Gartenanlagen genutzt. Dort befand sich der ältere Abts- sowie der Stiftsgarten des späteren Stiftes St. Alban vor Mainz. St. Alban wurde am Abend des 28. August 1552 im Zweiten Markgrafenkrieg durch die Truppen des Markgrafs Albrecht Alcibiades von Brandenburg-Kulmbach ausgeplündert und vollständig zerstört. 1672 erwarb Christoph Rudolf Reichsfreiherr von Stadion den Stiftsgarten. Nachdem er 1692 den angrenzenden Abtsgarten erwerben konnte, vereinigte er beide Gärten. Stadion war Ende des 17. Jahrhunderts eine bedeutende Persönlichkeit im kurfürstlichen Mainz: Er war Hofratspräsident, Dompropst, Propst von St. Alban und selbst mehrfacher Kandidat für das Kurfürstenamt. Auch er wollte sich im Rahmen der damals aufkommenden Mode einen standesgemäßen barocken Lustgarten bauen. Aus den zusammengelegten älteren Gartenanlagen entstand ein fünf Hektar großer Nutz- und Lustgarten im Stil des Hochbarocks mit eingeschossigem Rheinschlösschen, Wirtschaftsgebäuden, Weinbergen sowie Obst- und Zierbäumen, der so genannte Stadionsche Garten. Nach dem Tod Stadions im Jahr 1700 erwarb der erst sechs Jahre zuvor gewählte Kurfürst von Mainz, Lothar Franz von Schönborn, das Anwesen von den Erben für 16.500 Reichstaler. Die ca. 400 m lange und 140 m breite Gartenanlage sollte das Kernstück des von ihm geplanten Lustschlosses Favorite werden.

## Baugeschichte

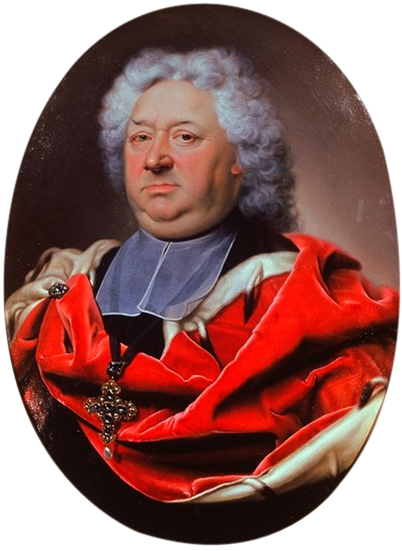
Lothar Franz von Schönborn

Als 1694 Lothar Franz von Schönborn zum Kurfürsten von Mainz gewählt wurde, begann für die Stadt Mainz nicht nur in städtebaulicher Hinsicht eine barocke Blütezeit. Schönborn, aus bedeutendem mittelrheinisch-fränkischem Adelsgeschlecht, entsprach dem Idealtypus eines absolutistisch regierenden und Prunk liebenden Barockfürsten. Zugleich war er, wie er in gewisser Selbsterkenntnis feststellte, wie viele andere Mitglieder der Schönborn-Familie „vom Bauwurmb“ besessen. In seiner in größerem Umfang erhalten gebliebenen Privatkorrespondenz ist dazu folgender Ausspruch von ihm überliefert: „Das Bauen ist eine Lust und kost viel Geld, einem jeden Narren seine eigene Kapp gefällt.“ Als Kurfürst von Mainz plante er für seine Residenzstadt einen repräsentativen barocken Lustgarten. Vorbild für die Namensgebung war die habsburgische Favorita bei Wien, eine Reverenz des Kurfürsten und Erzkanzlers an das ihm politisch nahestehende Herrscherhaus der Habsburger. Aus baulicher Sicht diente das 1680 bis 1686 erbaute Marly-le-Roi als Vorbild, so nannte Schönborn sein Lustschloss Favorite gerne le petit Marly (das kleine Marly). Aufgrund seiner umfangreichen Bautätigkeit und den oft parallel laufenden großen Bauprojekten in seinen geistlichen Fürstentümern konnte Schönborn beim Bau der Favorite auf eine Vielzahl von fähigen Baumeistern zurückgreifen. Diese nannte er scherzhaft-respektvoll „meine klugen Bau-Dirigierungsgötter.“
Die Architekten und Festungsbauer Nikolaus Person und Maximilian von Welsch standen ihm zur Verfügung. Diese überließen die gärtnerischen Arbeiten dem leitenden Obergärtner Johann Kaspar Dietmann, dessen gärtnerische Sachkenntnis auch der Kurfürst sehr schätzte und auch anderen Ortes einsetzte. In künstlerisch-gestalterischen Fragen arbeiteten sie eng mit dem „Hofkavalier-Architekten“ Philipp Christoph von und zu Erthal, dem Erbauer des gleichnamigen Erthaler Hofes, zusammen. Ein vierter beteiligter Architekt war Freiherr von Rotenhan, als Obrist-Stallmeister ebenfalls in kurfürstlichen Diensten. In der späteren Bau- und Umbauphase (ab 1725) kamen bei der Ausgestaltung der Favorite noch Einflüsse des als „Kavaliersarchitekt“ bezeichneten Anselm Franz Freiherr von Ritter zu Groenesteyn und – durch dessen Vermittlung – des Pariser Hofarchitekten Germain Boffrand hinzu. Für die komplizierten Wasserarbeiten gewann Schönborn 1724 den bekannten Baumeister Abraham Huber aus Salzburg, den er respekt- wie humorvoll „neptunum abrahamum“ nannte.

### Erste Bauphase (1700 bis 1722)
Nach dem Erwerb des Stadionschen Gartens im Jahr 1700 begann Schönborn sofort mit dem Ausbau der Anlage. Seine Architekten folgten zuerst der Ausrichtung der Vorgängeranlage und orientierten sich längs des Rheins in Richtung Mainz. Die erste Anlage bestand aus einem Hauptgebäude, einem zweiflügeligen eingeschossigen Rheinschlösschen. Dieses lag mit seiner Schmalseite, wo sich auch der Haupteingang befand, direkt am Rhein, nur durch einen Fahrweg von ihm getrennt. Genutzt wurde dieses Gebäude als Konzert- und Speisesaal.

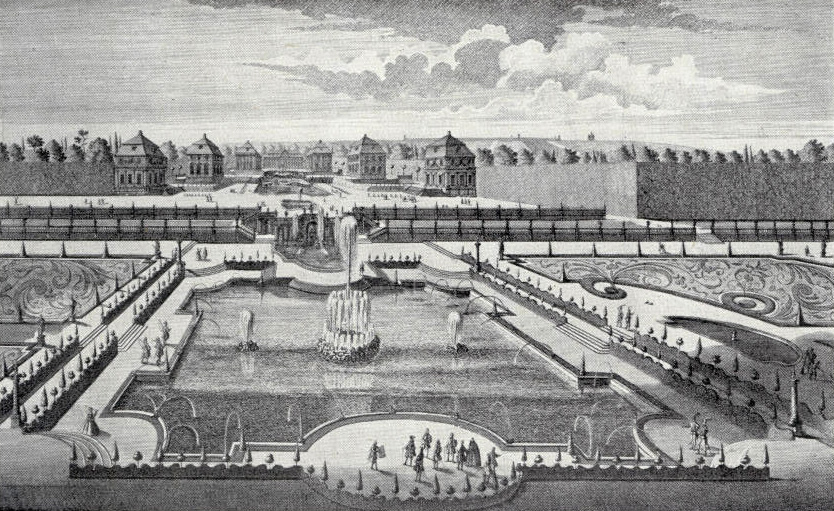
Erste Gartenanlage mit Broderieparterre und Wasserbecken und den Pavillons

Daran schloss sich eine schmale Gartenanlage mit Skulpturenschmuck des Vorgängergartens an, deren Hauptachse ebenfalls in Richtung Mainz wies. Die Anlage, die im Wesentlichen Form und Umfang des Stadionschen Gartens übernahm, bestand in dieser Form bis etwa 1705. Ab ca. 1708 (sicher nachgewiesen ab 1710) wurde der Kurfürstliche Festungsbaumeister Maximilian von Welsch dauerhaft zu dem Bauprojekt hinzugezogen.
Bis 1714 gingen die weiteren Bauarbeiten nur schleppend voran. Der Spanische Erbfolgekrieg von 1701 bis 1714 sorgte, wenn auch indirekt, für eine Bedrohung des kurfürstlichen Mainz durch die Franzosen, zumal die Anlage außerhalb des Festungsgürtels lag. Andererseits belastete diese Auseinandersetzung auch in nicht unwesentlichem Maße die Ressourcen des Kurfürstentums, so dass Lothar Franz von Schönborn sein wichtigstes Mainzer Bauprojekt teilweise zurückstellen musste. Allerdings ist aus noch vorhandenen Rechnungen auch bekannt, dass die Arbeiten an der Favorite Schönborn bis 1710 bereits 93.641 Gulden und 58 Kreuzer gekostet haben. Für die ersten Jahre wird auch von größeren Pflanzeneinkäufen berichtet. So weist die Jahresabrechnung von 1702 6000 Hainbuchen aus dem Spessart, Taxusbüsche und Kastanienbäume auf. Diese wurden für die Gestaltung des Boulingrin im nördlichsten Gartenteil verwendet, der damit zu den ältesten, unter Schönborn entstandenen Gartenteilen zählt.
Trotzdem konnten 1711/1712 die großen Wasserterrassen des unteren Parterres sowie des darüber liegenden Hauptparterres fertiggestellt werden. Ab 1717 folgte der Bau der eigentlichen Schlossanlage am oberen Ende des Hauptparterres, vom Rheinufer aus gesehen. Ursprünglich als zentrales Bauobjekt in der Anlage geplant, übernahm die Schlossanlage nun die Funktion einer prunkvollen Orangerie. Ebenfalls 1717/1718 baute Welsch das Hauptparterre mit seinen sechs halbkreisförmig angeordneten Kavaliershäusern aus. Mit der figürlichen Ausgestaltung der einzelnen Anlagen beauftragte der Kurfürst seinen Hofbildhauer Franz Matthias Hiernle. Die sich rechts des Hauptparterres anschließenden beiden großen Gartenanlagen wurden bis 1722 angelegt.
Um 1722 war das Lustschloss Favorite mit seinen Gebäuden, Wasserspielen und verschiedenen Gärten als zusammenhängende Anlage vorläufig fertiggestellt. Kurfürst Lothar Franz von Schönborn und seine Nachfolger nutzten die Favorite von da an für Repräsentationszwecke und für Feste des kurfürstlichen Hofstaates. Eine von 1723 bis 1726 von Salomon Kleiner, einem kurfürstlichen Hofingenieur und begabten Kupferstecher, angefertigte Serie von 14 Kupferstichen der Favorite (heute teilweise im Besitz des Landesmuseums Mainz) zeigt detailreich aber auch häufig perspektivisch übertreibend die Anlage mit ihren verschiedenen Aspekten nach ihrer Fertigstellung. Ein anonymer zeitgenössischer Bericht beschreibt die beeindruckende Wirkung der festlichen Anlage auf den Betrachter:

„Die aufsteigende Anlage der Favorite erschien nie herrlicher als bei nächtlicher Beleuchtung. Wenn man bei solchen Festen von Kostheim kommend auf dem Rhein fuhr, so glaubte man ein leuchtendes Feenschloß vor sich zu sehen, was ein glänzendes Bild in tausendfachem Flimmern auf glattem Wasserspiegel abstrahlte. Die sechs sich zur Höhe der Albanschanze erhebenden Pavillons waren wie brennende Paläste. Die Altane und Fassaden schienen aus Brillanten gehauen; die Wasserkünste schleuderten glänzende Edelgesteine gegen den dunklen nächtlichen Himmel. Die Baumgruppen und Alleen warfen ein blendendes Grün zurück und zwischen allen diesen Herrlichkeiten drängten sich die frohen Menschen unter herrlicher Musik.“

### Zweite Bauphase (1722 bis 1735)

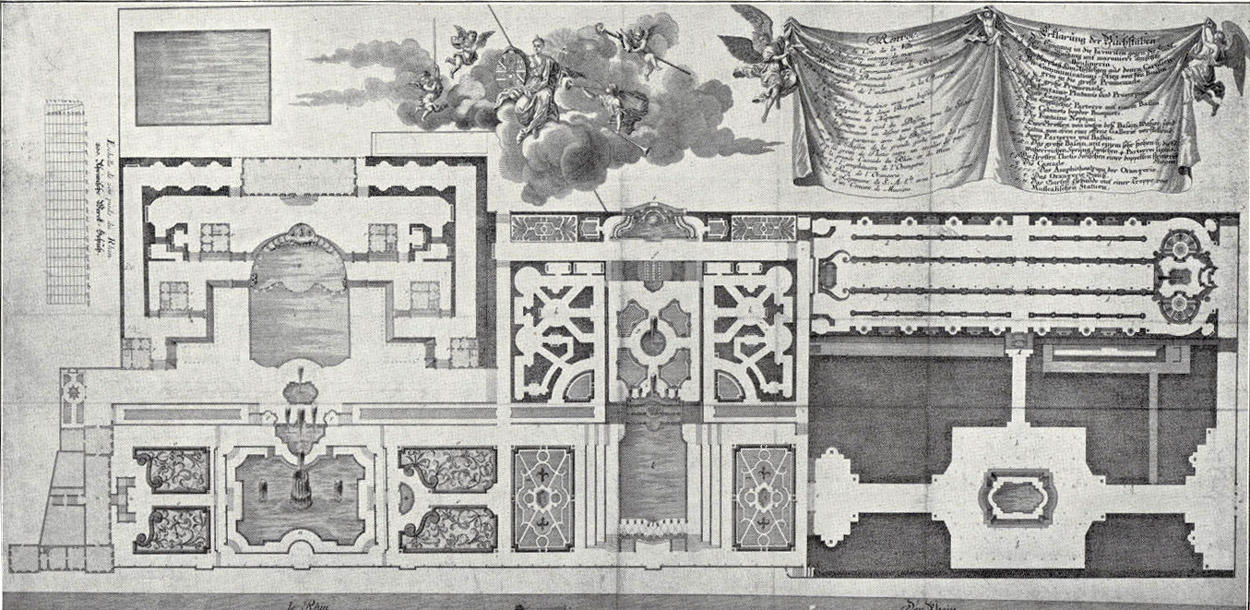
Plan der Favorite von 1726, Kupferstich von Kleiner

In der Regierungszeit des Kurfürsten Franz Ludwig von Pfalz-Neuburg (1729–1732) kam es zum letzten größeren Ausbau der Favorite. Der Nordteil, das so genannte Boulingrin mit seinen ausgedehnten Rosskastanien-Promenaden, wurde umgestaltet. Es entstand dort ein zum Rhein ausgerichtetes Gartenhaus, das so genannte Porzellanhaus. Da zum Kurfürstentum Mainz ab 1746 auch die Porzellanmanufaktur in Höchst bei Frankfurt am Main gehörte, wurden das Porzellanhaus und andere Gebäude der Favorite in der Spätzeit der Anlage mit Erzeugnissen der Manufaktur ausgestattet. Auch sollen die Innenräume des Gebäudes selbst weiß-blau gekachelt gewesen sein. Der Baumeister war der in Paris ausgebildete Anselm Franz Freiherr von Ritter zu Groenesteyn (auch: zu Gruenstein). Höchstwahrscheinlich hatte aber bereits Lothar Franz von Schönborn diese Erweiterung geplant und vor seinem Tod 1729 bereits mit dem Bau beginnen lassen.

### Weitere Aus- und Umbauten bis 1790

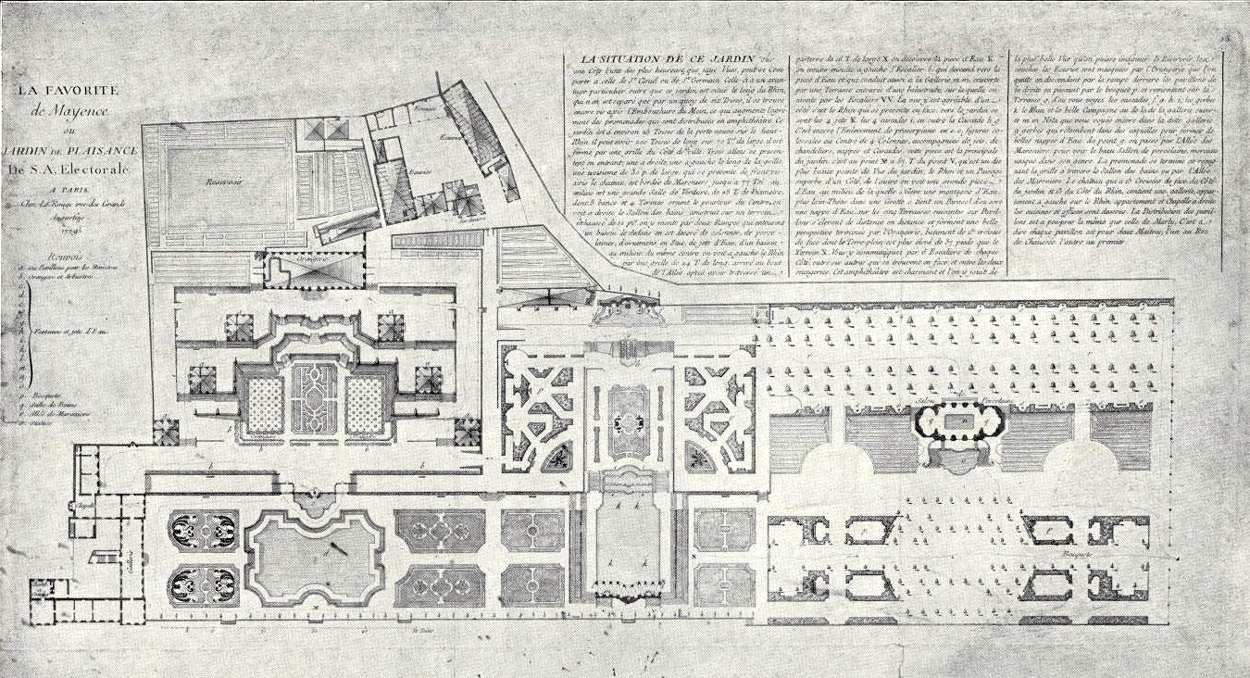
Plan der Favorite von 1779, Kupferstich von Georges Louis Le Rouge

Nach der Umgestaltung des Nordteils der Favorite kam es zu keinen größeren bzw. bedeutenden Bauprojekten mehr. Aus praktischen Gründen wurden im westlichen rheinabgewandten Teil der Anlage weitere Stallungen und Wirtschaftsgebäude angebaut, die aber den künstlerischen Aspekt der Anlage nicht beeinflussten. Von größerer Bedeutung für die Außendarstellung der Favorite war allerdings der Ersatz zahlreicher Wasserbecken und -anlagen durch rein gärtnerische Anlagen. Wahrscheinlich waren die für die Wasseranlagen der Favorite angelegten Brunnen auf Dauer nicht in der Lage, die erforderliche Wassermenge zu liefern.
1746 arbeitete Anselm Franz Freiherr von Ritter zu Groenesteyn nochmals an der Orangerie. Die letzten gartengestalterischen Arbeiten an der Favorite nahm etwa 1788–1790 der bekannte Gartenarchitekt Friedrich Ludwig von Sckell mit Änderungen der nun erweiterten Anlage im neuen „englischen Stil“ vor. Sckell erhielt ursprünglich den Auftrag, „die Umgebung der Mainzer Favorite im natürlichen Geschmack auszugestalten.“ Sckell respektierte aber weitgehend den alten Gartenbestand. Nach seinen Veränderungen, die de facto zu zwei stilistisch unterschiedlich geprägten, beieinanderliegenden Gartenanlagen führten, zog er ein Resümee: „…so dass nun beide in der folge sich ihre Verdienste nicht werden streitig machen; ein jeder wird für sich alleine bestehen und bewundert werden ohne des anderen zuthun.“ Die Arbeiten an den Gartenanlagen der Favorite kamen aber über ein frühes Anfangsstadium nicht hinaus. Sckells Pläne zur Umgestaltung beeinflussten allerdings in den 20er Jahren des 19. Jahrhunderts die Planungen der Neuen Anlage.
Weiterreichende Pläne nach 1790, wie zum Beispiel der Ausbau des Rheinschlösschens oder die Erweiterung der Favorite nach dem Ankauf des Geländes der benachbarten Kartause (dort plante man einen 70 m langen Gartensaal), wurden begonnen, aber aufgrund der politischen Lage nicht mehr beendet.

## Gestaltung der Anlage

### Parkanlagen

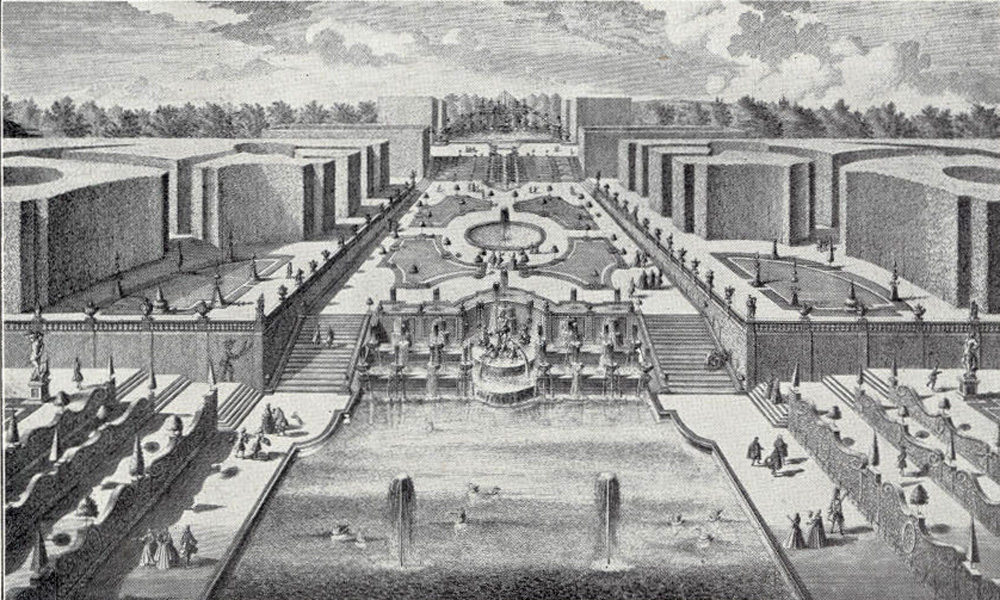
Mittlere Gartenanlage mit Cascaden und Bosquets

In den Gartenanlagen des Lustschlosses Favorite fanden sich viele der zur damaligen Zeit verwendeten gartenarchitektonischen Gestaltungsmittel wieder. Bereits der Vorgängergarten wurde Ende des 17. Jahrhunderts in dem zu dieser Zeit vorherrschenden formalen Stil eines französischen Barockgartens gestaltet. So stammt das durch ein vertieftes Wasserbecken unterteilte Broderieparterre vor dem Rheinschlösschen wahrscheinlich aus dem Vorgängergarten der Favorite. Das parterre de broderie ahmte mit der Verwendung von Buchs als Gestaltungspflanze sowie verschiedenfarbigen Kies- und Steinmaterialien eine Stickerei (französisch broderie) nach. Ihre Längsausrichtung hin zum Gebäude ließ noch die Sichtachsenplanung des Vorgängergartens erkennen. Laubengänge zwischen den Kavalierpavillons und an der Orangerie rundeten die pflanzliche Gestaltung im oberen Gebäudebereich ab.

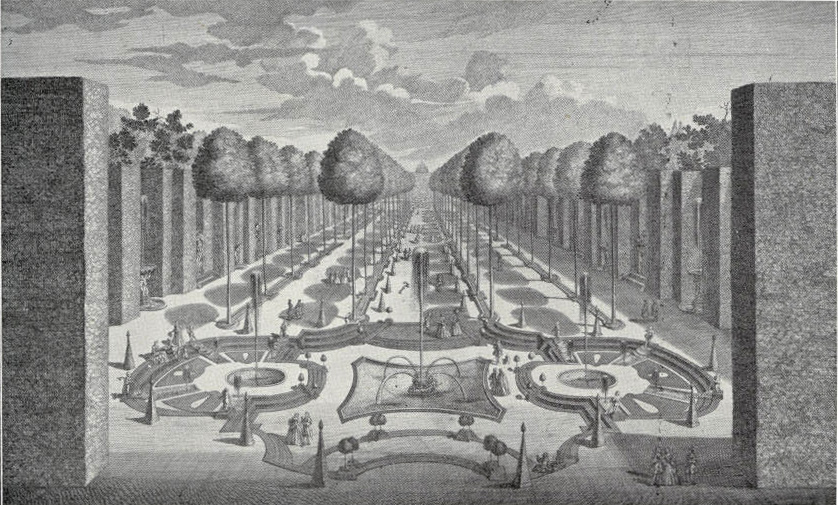
Die Große Promenade

In der mittleren Anlage befanden sich kunstvoll geformte Heckenwände, die für eine Unterteilung der Parkelemente sorgten. Wiederum durch ein rheinseitiges Wasserbecken getrennt, wurden zwei Boulingrins im unteren Parterrebereich angeordnet. Dem schlossen sich nach oben, rheinabgewandt, zwei Bosquets mit Cabinets (dichte, durch Schnitt geformte Hecken oder Wäldchen mit freigelassenen Zwischenräumen) an, die ein Rasenparterre mit Kübelbäumchen umrahmten.
Die dritte und nördlichste Gartenanlage lag der Stadt Mainz am nächsten. Kleinere Springbrunnen und zahlreiche Teppichbeete lockerten den gesamten dritten Gartenteil auf. Dort wurden vornehmlich Rosskastanien als Gestaltungselemente eingesetzt, eine zur damaligen Zeit neuartige Pflanzenentdeckung, die als „Maronirn“ bezeichnet, gerne und oft verwendet wurde. Großflächige Bosquets aus Rosskastanienbäumen und Hecken aus Hainbuchen umgaben wiederum ein eingetieftes Boulingrin mit Wasserbecken, eine so genannte Salle de verdure. Dort befand sich auch der Haupteingang der Anlage. Gepflegte Rasenwege, von Kleiner als „Communications-Stiegen“ bezeichnet, führten nach oben zu weiteren Bosqueträumen und anschließend zu einem der markantesten Parkelemente der gesamten Anlage, der „Großen Promenade“. Diese bestand aus einer Rosskastanienallee, die ihr Vorbild in der von Ludwig XIV. in Versailles angelegten Salle aux Marronniers hatte. Sie stellte einen lang gezogenen, auf der Höhe der Favorite parallel zum Rhein verlaufenden, Wandelgang dar. Aufwändiger Figurenschmuck und Brunnenschalen, sowie wiederum kleinere Hainbuchenbosquets mit kleinen intimen Cabinets, vervollständigten die große Promenade.

### Wasserspiele und Grotten
In den drei parallel angeordneten Gartenanlagen waren gleichmäßig Wasserspiele und -becken sowie Themengrotten verteilt. Schönborn scheint großen Wert auf die Wasserspiele gelegt zu haben, die in großer Zahl als gestalterisches Element eingesetzt wurden. Für ihren Betrieb gab es aufwändige Brunnenbohrungen und -anlagen am Hechtsheimer Berg.

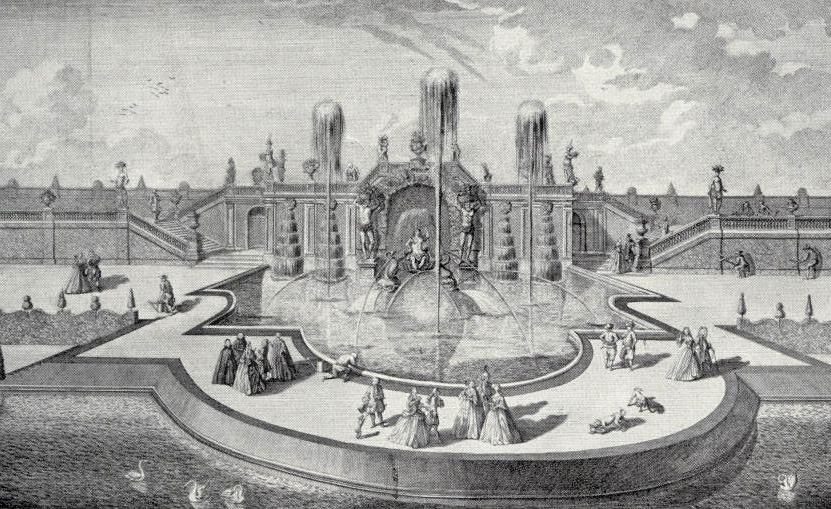
Detailansicht Thetis-Grotte, Stich von Kleiner 1726

In der südlichen Gartenanlage befand sich in dem unteren Broderieparterre ein großes vertieftes Wasserbecken mit verschiedenen Wasserspielen und Fontänen. Daran schloss sich, am Übergang zum Hauptparterre, die so genannte Thetis-Grotte an. Hinter einem Becken mit besonders hohen Fontänen war in einer Stützmauer eine halbkreisförmige Grotte eingebaut, deren Hauptbestandteil eine Statue der Thetis war, die auf einer Muschel sitzend von Delphinen gezogen wurde. Zwei Atlanten flankierten die Figurengruppe.
Im Hauptparterre der ersten Anlage, flankiert von den sechs Pavillons, befand sich wiederum ein dreistufiges Wasserbecken mit reichem Figurenschmuck, Fontänen und kaskadierenden Wasserspielen. Laut Kleiner stellte diese als „große und Wasserreiche Cascade“ bezeichnete Anlage eine Allegorie von „beyde Fluß, den Rhein und Mayn vorstellend“ dar. Dahinter erhob sich, durch einen schmalen Vorplatz getrennt, die Orangerie als abschließendes Element der Gestaltung. In diesem ersten Teilstück der Anlage bildete der Rhein bewusst den querliegenden natürlichen Abschluss der aus den Wasserelementen gebildeten Hauptsichtachse.

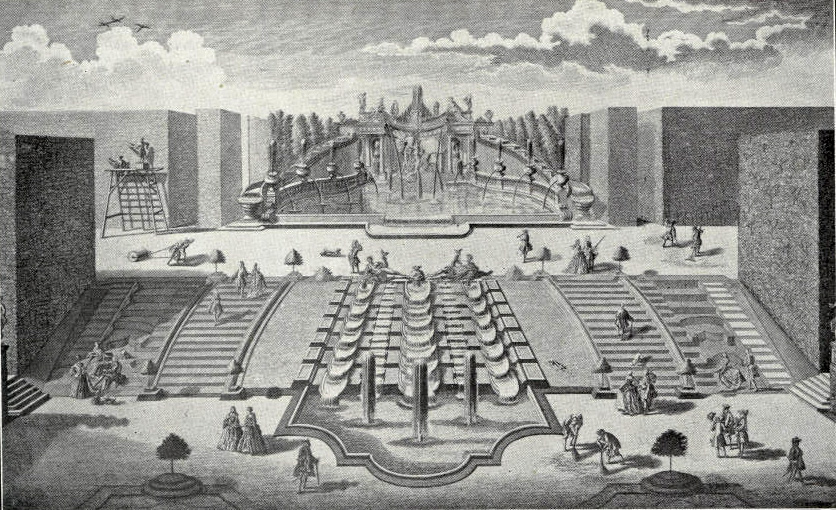
Proserpina-Grotte mit vorliegender Kaskade, Stich von Kleiner 1726

In der mittleren Gartenanlage, die als prächtigste der gesamten Favorite galt, waren über die gesamte Länge Wasserspiele und Grotten als zentrale Mittelachse angeordnet. Am rheinnahen Gartenende begann der „perspektivische Auffzug unterschiedlicher Cascaden und Fontainen“ mit einer vom Rhein abgewandten Grotte, ausgestattet mit vielfältigem Figurenschmuck und Wasserfällen. Die Grotte war von den oberen Terrassen als Abschluss der durch die Wasserspiele gebildeten Sichtachse einsehbar. Es schloss sich ein großes Wasserbecken an, das von der – eine Terrassenstufe weiter oben gelegenen – so genannten Neptunskaskade gespeist wurde. Diese korrespondierte mit einer – wiederum weiter oben liegenden – Ringkaskade. Im Mittelparterre dieser Anlage befand sich erneut ein Wasserbecken mit Fontäne, weiter ansteigend folgten wieder über Stufen kaskadierende Wasserfälle. Den prunkvollen Abschluss der mittleren Gartenanlage bildete die halbkreisförmige Fontäne des Pluto und der Proserpina mit der so genannten Proserpina-Grotte, oft auch als chateau d’eau (Schloss des Wassers) bezeichnet. In einer antikisierenden Nische mit Stutzgiebeln stand die Figurengruppe auf einem inselartigen Podest im Wasserbassin, das auf beiden Seiten wasserführende Treppen flankierten.
In der nördlichsten und letzten Gartenanlage wurden die Wasserspiele zugunsten der pflanzlichen Gestaltungselemente reduziert. So schloss am unteren Ende eine Hecke am Rhein ein Boulingrin ab. Dort befand sich ein vertiefter, mit Rosskastanien bestandener Platz mit einem Wasserbassin als zentralem Gestaltungselement. Bei der am oberen Ende gelegenen großen Promenade aus querlaufenden Rosskastanienalleen kamen ebenfalls wieder Wasserspiele zum Einsatz.

### Figurenschmuck
Bereits im Stadionschen Garten befand sich ein umfangreiches Figuren- und Skulpturenprogramm. Auf der erhalten gebliebenen, akribisch geführten Inventarliste bei der Übergabe des Gartens an Schönborn sind folgende Posten aufgelistet:

„14 steinerne Urnen, 34 kleine Statuen, wovon dem Frölicher zu Frankfurt ein Stück ins andere 16 Thaler bezahlt worden, 15 große Statuen, eine ins andere 100 fl. gerechnet, so aber doch mehr kosten, denn 4 darunter, wo der Frölicher vom Stück 120 Thaler gehabt; der Neptunus mit 3 Meerpferdt; die 4 Säulen bei dem Weyher und das Portal von der Grotten haben 700 Thaler gekostet ohne die Steine…“

Der erwähnte „Frölicher“ war der Schweizer Architekt und Bildhauer Johann Wolfgang Fröhlicher, der ab 1692, aus Frankfurt kommend (dort schuf er unter anderem zwischen 1680 und 1686 den Hochaltar der Katharinenkirche), für Stadion arbeitete. Ihm wird auch die in der Favorite verwendete Figurengruppe der Neptunskaskade mit der großen Zentralfigur des Meeresgottes Neptun inmitten von drei Seepferden zugeschrieben. Die weiter unten erwähnte, erhalten gebliebene Statue eines Flussgottes wird in älteren Literaturquellen als Flussgott „Rhenus“ (Rhein) und ebenfalls von Fröhlicher stammend bezeichnet, der sie vor 1700 geschaffen haben müsste.
Weitaus größeren Anteil an der figürlichen Ausgestaltung der Favorite hatte aber Franz Matthias Hiernle. Ursprünglich aus Landshut in Bayern kommend, war er seit 1705 in kurfürstlichen Diensten und bekleidete das Hofamt des Hofbildhauers. Ihm werden die Statuen des Bacchus, des Faunus, des Jupiter, der Juno, der Ceres und der Flora sowie aller Nymphen und Genien aus der griechisch-römischen Mythologie zugeschrieben. Eine besonders aufwändige Arbeit von Hiernle war die Figurengruppe der Themenfontäne Plutos Raub der Proserpina, welche die mittlere Gartenanlage krönte. Wie bei allen großen Wasseranlagen arbeitete Hiernle auch hier nach den Entwürfen Welschs und setzte diese entsprechend den bautechnischen Vorgaben künstlerisch um. Auch Hiernles Söhne, Sebastian und Kaspar Hiernle, haben wahrscheinlich als Bildhauer bei der Figurengestaltung der Favorite mitgearbeitet. Ebenfalls als Bildhauer mit der Favorite in Verbindung gebracht werden der kurfürstliche Bildhauer Burkhard Zamels, Paul Curé, der zu seiner Zeit als „Meister der Gartenplastik“ gerühmt wurde, sowie Paul von Strudel. Die beiden Letztgenannten standen ebenfalls in Diensten von Schönborn.

### Gebäude

#### Das Rheinschlösschen

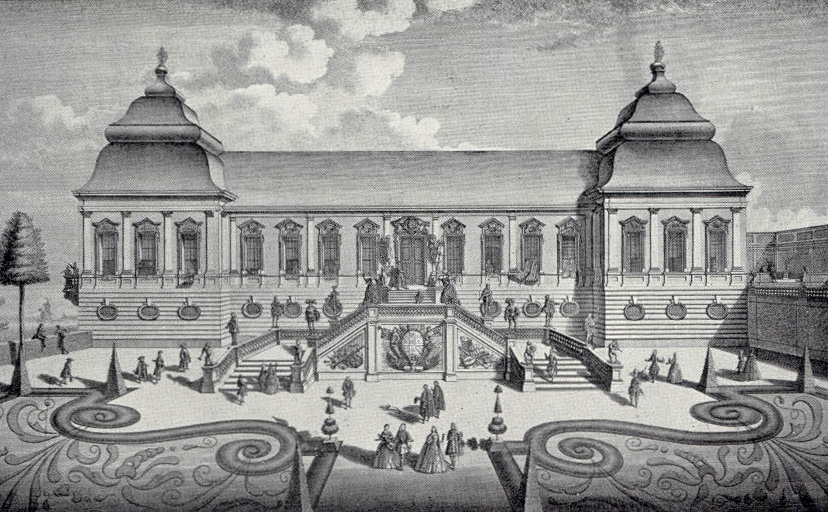
Vorderansicht des Rheinschlösschen

Das zuerst errichtete Gebäude der Favorite war ein bereits im Stadionschen Lustgarten vorhandenes, direkt am Rheinufer stehendes Rheinschlösschen. Schönborn nutzte dieses weiter, ließ es aber später (wahrscheinlich nach 1705) aufwändig umgestalten. Auch ein weiteres Stockwerk wurde aufgesetzt. Architekt und Baumeister dieses Umbaus war sehr wahrscheinlich der Bamberger Hofbaumeister Johann Leonhard Dientzenhofer, auf dessen Dienste Schönborn als Fürstbischof des Bistums Bamberg ebenfalls zurückgreifen konnte.
Das Gebäude wies durch seine rechtwinklige Bauweise eine Rheinfront mit großem Einfahrtstor sowie eine Gartenfront mit Freitreppe auf. Die Gartenfront, als abschließender Teil der Längsachse der ersten Gartenanlage, war reich dekoriert. Zahlreiche, teils überlebensgroße Figuren schmückten Aufgang und Eingangsportal. Die Treppenfront zeigte das Schönbornsche Wappen, flankiert von Musikemblemen. Zwei tanzende weibliche Figuren, ein immer wiederkehrendes Motiv auch an anderen Gebäuden der Anlage, bekrönten abschließend das Frontpodest. An den Ecken beider Gebäudefronten befanden sich vorspringende Risalite. An der Westseite schloss sich ein kleinerer Flügel an. Im Plan von 1779 befinden sich dort eine schlichte Kapelle sowie offensichtlich Wohnräume.

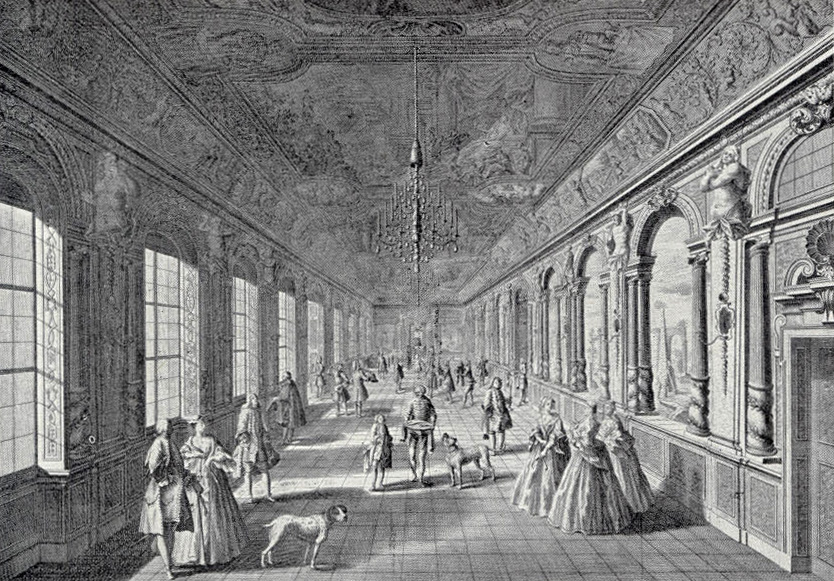
Die Galerie im Rheinschlösschen

Für die erst spät (gegen 1721) angebrachte Fassadenverzierung in Form gemalter Scheinarchitektur in Freskotechnik wurden Entwürfe des Italieners Giovanni Francesco Marchini verwendet. Marchini, aus Como in Italien stammend, wohnte damals in der Favorite und wurde später, am 16. Juni 1727, Mainzer Bürger. Zentraler und in der Gesamtanlage größter Innenraum des Gebäudes war ein prunkvoller, reich stuckierter Gartensaal oder eine Galerie, ebenfalls mit gemalter Scheinarchitektur von Marchini im Stil des Frühbarock geschmückt. Wahrscheinlich wurde deshalb das Schlösschen bereits bei Kleiners Stichen 1726 als „Garten-Gebäude“ bezeichnet. Die Wandflächen des Gartensaals waren durch gemalte Säulen untergliedert. Nur eine Seite des Gartensaals wies Fenster auf, die gegenüberliegende Seite wurde von den Künstlern Marchini, Luca Antonio Colomba und möglicherweise auch Johann Rudolf Byss mit Scheinfenstern bemalt. Alle Wände trugen eine reiche Scheinbossierung, das heißt, Wandelemente waren durch visuelle Effekte der Malerei scheinbar plastisch hervorgehoben. Die bereits vorher bemalte Freskodecke hatte in der Hallenmitte eine von Säulen getragene Kuppel und wurde von Melchior Seidl gestaltet. Zentrales Motiv war der Artemistempel in Ephesus als eines der sieben Weltwunder. Die Darstellung der anderen Weltwunder schloss sich rechts und links an. Ein weiteres, in der damaligen Zeit beliebtes Motiv für Gartengebäude scheint auf Kleiners Stichen die Toilette der Diana gewesen zu sein. Zur Beleuchtung befanden sich schwere Kronleuchter an der Galeriedecke.

#### Die Orangerie
Die ab 1717 von Maximilian von Welsch erbaute Orangerie war das zentrale Gebäude der Anlage. Das Hauptgebäude, ursprünglich wie das französische Vorbild als kleines aber dennoch prunkvolles Lustschloss geplant, wurde in dieser Form nie baulich verwirklicht, sondern in eine Orangerie mit Festsaal umgewandelt. Es ist anzunehmen, dass die Orangerie gemäß der in der Barockzeit üblichen Nutzung die Sammlung exotischer Kübelpflanzen, insbesondere Zitruspflanzen, des Kurfürsten aufnahm. Diese dürften dem Festsaal ein exotisches und repräsentatives Ambiente gegeben haben. Der Vorplatz der Orangerie vor der oberen Wasserkaskade, das so genannte Orangerie-Parterre, diente dazu, die Kübelpflanzen im Sommer im Freien aufzustellen. Bei der Übernahme der Anlage im Jahr 1700 durch Schönborn wurden in der Inventarliste einige dieser Orangeriepflanzen aufgelistet:

„119 Bummerantzenbäume (Pomeranze), 24 Granatbäume (Granatapfel), 21 Lorbeerbäume (Echter Lorbeer), 2 Bäume Lentiscus (Mastixstrauch), 8 Jucca gloriosa (Yucca), 1 Stock Flospassionis (Passionsblume)…“

Die Orangerie war ein zweigeschossiges Bauwerk mit Souterrain, Hochparterre, Mezzanin und Mansardwalmdach, das Rundfenster hatte. Die Fassade war mit Scheinarchitektur reich bemalt. Obwohl sie auch zentraler Blickpunkt einer der am aufwändigsten gestalteten Sichtachsen der gesamten Anlage war, hebt sich das Gebäude auf den zeitgenössischen Ansichten baulich nur wenig von den sie umgebenden sechs gestuften Pavillons ab. Die Gründe für die vergleichsweise bescheidene Ausführung des zentralen Gebäudes sind nicht bekannt. Schönborn ließ sich, wie beispielsweise bei der Anlage der Wasserspiele, auch bei der Orangerie während der Bauphasen über alle Details unterrichten. In einem Brief des Dompropstes Johann Philipp Franz an Schönborn vom 27. August 1718, berichtete dieser seinem kurfürstlichen Herrn: „Sonsten kann E. chfl. Gn. ich nicht verhalten, daß bei Besichtigung der neuen Orangerie in der Favorite mir die Haupttür allzu klein erschienen, allermaßen ich versichern kann, daß kaum meine größte bäume ohn Verletzung der cron dadurch würden gebracht werden können…“
Die Orangerie stand am westlichen Ende auf dem oberen Hauptparterre und oberhalb der zweistufigen großen Wasseranlage, deren oberer Teil von Kleiner als „Prospect der großen und Wasserreichen Cascade, beyde Fluß, den Rhein und Mayn vorstellend“ bezeichnet wird. Darunter befand sich die so genannte Thetis-Grotte.

#### Die Kavaliershäuser (Pavillons)
1717/1718 baute Welsch auf dem Hauptparterre sechs halbkreisförmig und terrassiert angeordnete Pavillons, die so genannten Kavaliershäuser. Bei diesem Gestaltungselement hielt sich der Baumeister streng an das Lieblingsvorbild des Kurfürsten, Marly-le-Roi. Anscheinend legte der Kurfürst mehr Wert auf das künstlerische Gesamtensemble der Parkanlage als auf den Luxus der Baulichkeiten. Eines der Kavaliershäuser ließ er sich nach Fertigstellung kurzerhand als Schlafgemach umbauen und berichtete darüber auch seinem Neffen, dem Reichsvizekanzler Friedrich Carl von Schönborn nach Wien. Ansonsten wurden die Gebäude für die Unterbringung von Gästen genutzt. Die sechs Pavillons wurden in Holz und nicht in Stein ausgeführt und hatten jeweils vier Zimmer. Wie bei dem Vorbild Marly, der Orangerie und dem Rheinschlösschen der Favorite, waren auch hier die Fassaden mit einer Scheinarchitektur bemalt.

#### Das Porzellanhaus
Das so genannte Porzellanhaus war der letzte größere Neubau in der Favorite, gleichzeitig die erste der in den nächsten Jahrzehnten folgenden Umbaumaßnahmen. Begonnen wurde der Bau höchstwahrscheinlich noch zu Zeiten Schönborns, dessen Wappen das dem Bau vorgelagerte Wasserbecken zierte. Die Fertigstellung des Porzellanhauses fiel in die kurze Regierungszeit des auf Schönborn folgenden Kurfürsten Franz Ludwig von Pfalz-Neuburg.
Für die Planung und Ausführung war Anselm Franz Freiherr von Ritter zu Groenesteyn zuständig. Er folgte Welsch als führender Architekt nach und wurde 1730 zum kurfürstlichen Oberbaudirektor ernannt. Groenesteyn, der die Pariser Architektenschule durchlaufen hatte, löste im Mainz des Hochbarock mit dem französisch geprägten klassizistischen Stil den aus den Zeiten Welschs vorherrschenden italienisch-österreichisch sowie mainfränkisch-mittelrheinisch geprägten Barockstil ab. Eines der ersten Bauwerke in diesem neuen Stil wurde das Porzellanhaus.
Das Porzellanhaus orientierte sich wieder an dem Vorbild Marly, diesmal an dem Trianon de Porcelaine de Marly. Es lag im dritten und nördlichsten Gartenteil, am Übergang vom unteren, rheinnahen, zum oberen Alleen-Parterre. Dem rechteckigen Gebäude mit konvex geformter Dachzone an den Frontseiten wurden Anbauten auf ovalem Grundriss mit Walmdach angegliedert. Eine Laterne mit halb konvex, halb konkav geschwungenem Mansardwalmdach bekrönte die Mitte der Dachfläche. Zum Rhein und zur großen Rosskastanienallee öffneten sich je drei Fenstertüren, die durch paarweise angeordnete Pilaster voneinander getrennt waren. Die mittlere Tür wurde durch ein Tympanon betont. Zu einer Terrasse führte rheinwärts eine doppelläufige Freitreppe mit schmiedeeisernem Gitter oder Säulenbaluster (erhaltene Pläne zeigen beide Varianten), die ein ovales figurengeschmücktes Wasserbassin mit Wasserspielen umschloss. Putten und Vasen zierten das Gesims über den Fenstertüren und die Laterne. Im Inneren dominierte ein rechteckiger Saal entlang der Längsachse mit einem zentralen Wasserbassin. Das Gebäudeinnere war möglicherweise mit einer dekorativen Porzellantäfelung und Porzellanfiguren geschmückt. Detailangaben zur Innenausstattung sind nicht erhalten geblieben.

#### Wirtschaftsgebäude
Diese dürften naturgemäß eher zweckmäßiger Natur gewesen sein und gehörten nicht zum repräsentativen Teil der Anlage. In der Inventurliste des Stadionschen Gartens werden Stallungen und Scheunen für acht Pferde und zwanzig Stück Rindvieh erwähnt. Auch die Gebäude für das Dienstpersonal befanden sich im oberen Gartenteil. In Kleiners Plan von 1726 sind keinerlei Wirtschaftsgebäude wie Stallungen, Gerätehäuser, Treibhäuser, Anzuchtflächen, Wohnhäuser der Dienerschaft usw. dargestellt, wohl aus künstlerischen Gründen. In einem Stich von Le Rouge von 1779 sind diese Gebäude allerdings aufgeführt. Sie befanden sich hinter der Orangerie und nahmen einen relativ großen Raum ein.

## Die Favorite und die Politik: Der Fürstentag im Juli 1792
Am 14. Juli 1792 fand in Frankfurt am Main die Kaiserkrönung von Franz Joseph Karl von Habsburg, Erzherzog von Österreich als Franz II. statt. Der neue Kaiser des Heiligen Römischen Reichs deutscher Nation reiste kurz nach seiner Krönung nach Mainz weiter. Dort wurde im Lustschloss Favorite vom 19. bis 21. Juli 1792 ein prunkvoller Fürstentag abgehalten, zu dem neben den politischen Hauptakteuren Franz II. und König Friedrich Wilhelm II. von Preußen zahlreiche weitere deutsche Fürsten und Diplomaten gehörten. Gastgeber war der Kurfürst von Mainz, Friedrich Karl Joseph von Erthal.
In politischer Hinsicht wurde bei diesem Fürstentag, bei dem es um die Absprache der weiteren Vorgehensweise der anwesenden Fürsten gegen das revolutionäre Frankreich ging, Zeitgeschichte geschrieben. Der ebenfalls anwesende Herzog Karl Wilhelm Ferdinand von Braunschweig hatte zu diesem Anlass ein gegenrevolutionäres Manifest ausgearbeitet, das in der kurfürstlichen Buchdruckerei in Mainz gedruckt wurde. In diesem Manifest wurde zur Wiederherstellung der alten (monarchischen) Ordnung in Frankreich aufgerufen und andernfalls direkte militärische Maßnahmen angedroht. Wie sich zeigen sollte, führte der Fürstentag in der Favorite zu Mainz tatsächlich direkt zum ersten Koalitionskrieg und letztendlich zum Untergang des Kurfürstentums Mainz.
Der dreitägige Fürstentag war die letzte und prachtvollste Inszenierung, die im kurfürstlichen Lustschloss Favorite stattfand. Bereits vorher gab der Kurfürst Immigranten des französischen Hochadels, unter anderem dem Grafen von Artois (dem späteren Karl X. von Frankreich) und dem Prinzen Condé, Feste und Hofbälle. Für den Fürstentag jedoch betrieb der Gastgeber, entsprechend den hochrangigen Gästen, einen wesentlich höheren Aufwand. Die Favorite und auf dem Rhein kreuzende Schiffe wurden illuminiert und Feuerwerke abgebrannt. Während Franz II. im Kurfürstlichen Schloss logierte, brachte man Friedrich Wilhelm II. und sein Gefolge in den Gebäuden der Favorite unter. Die anwesenden Gäste wurden an einer festlichen Tafel im Freien bewirtet. Zu dem Fürstentag 1792 gibt es verschiedene Augenzeugenberichte, unter anderem von Georg Forster, Naturforscher und kurfürstlicher Oberbibliothekar der Universität Mainz. Genauer schildern allerdings zwei Beiträge dieses Ereignis: die entsprechende Passage aus den Lebenserinnerungen des Weimarer Bibliotheksdieners Christoph Sachse von 1822 und der Brief eines anonymen Zeitzeugen der Festlichkeiten.
Anonymer Bericht über den Fürstentag, Brief vom 8. August 1792:

„Mein lieber Herr Oberamtskeller! Ich will Dir in kurzem die Geschichte unserer Feierlichkeiten erzählen: Sie fingen sich an praeter propter wie die Fronleichnamsprozession, mit einem großen Zusammenlauf von Narren, Gescheiten, Weibern, Mädchen und einem großen Teil derer, die von beiden etwas gemein haben, mit Ausrückung des Militärs, der ganzen Bürgerschaft und der Schuljugend in weißen Schäferkleidern. In dieser Stellung erwarteten 300 Kanonen und die vielzüngigen Glocken der gesamten Klerisei die höchstbeglückte Ankunft der Kaiserl. Majestäten, um aus vollem Hals ihre untertänigste Devotion zu bezeigen […]“

„Den zweiten [Tag] hatten wir nichts zu sehen als den Hofball, auf welchem die Kaiserin sehr viel tanzte. Der Regel nach sollte auf diesen Tag die Illumination in der Favorite sein; allein das böse Wetter des vorhergehenden Tages hatte so viel Unheil angestiftet, daß es in einem Tag nicht konnte in integrum restituiert werden. Hierin und in den teuren Logis liegt auch die Ursach des Mißvergnügens so mancher Fremden: allein wer kann fürs Wetter und für einen kurzen Beutel?“

„Den dritten Tag endlich die erwartete Illumination vor sich; jedoch gelang der ganze Plan nicht so ganz, wie man wünschte, wegen einem zu heftigen Westwind. Man wollte nämlich nebst der Favorite, welche durch ihre Lage gedeckt war und sich wahrhaft paradiesisch ausnahm, auch die Kirchtürme von Hochheim samt der Dechanei, den von Kostheim und Kastel samt der Rheinbrücke erleuchten; aber aller angewandten Mühe ungeachtet war's nicht zustand zu bringen, das Ganze litt also einen großen Stoß. Dafür entschädigten die Zuschauer neun Jachten, welche von Weisenau langsam herabschwammen und welche alle mit unendlich vielen Lichtern in halben Schoppengläsern erleuchtet waren, denen also der Wind nichts anhaben konnte; auf den Jachten türkische Musik und kleine Kanonen, die mit anderen Feldstücken, die man auf die Mainspitze stellte, unaufhörlich abwechselten. Durch die Zwischenräume der Jachten mußten stets 20 illumninierte Nachen hin und her kreuzen, welches dem Ganzen vieles Leben verschaffte.“

„Daß es der Wert war zu sehen, kannst Du aus dieser unvollständigen Beschreibung erraten; denn Du weißt, ich schmeichele nicht. Dies dauerte bis spät in die Nacht […]“

Georg Forster in: Darstellung der Revolution in Mainz, 1793 in Paris:

„Nach der Krönung des Kaisers, Franz II. ist unser Mainz der Sammelplatz von allem, was in Deutschland teils wichtig ist, teils sich wichtig dünkt, von gekrönten Häuptern, Fürsten, Ministern, Gesandten und einem zahlreichen Adel gewesen. Man zählte gegen zehntausend Fremde in unseren Mauern. Alle Gasthöfe waren mit Prinzen besetzt, die in den kurfürstlichen Palästen nicht mehr Platz gefunden hatten, und alle Privathäuser beherbergten Gäste oder Freunde aus irgendeinem entfernten Winkel von Deutschland… Vom frühen Morgen an wimmelten die Straßen von wohlgekleideten Personen, und gegen Mittag war das Gefühl der Kutschen rauschend genug, um einer Hauptstadt den Rang streitig zu machen […]“

„Bei Hofe folgten Feste, Schmäuse, Konzerte, Bälle, Erleuchtungen, Feuerwerke, verherrlicht durch den unnachahmlichen Zauber unserer Gegend und die majestätische Pracht des Rheins, mehrere Tage hindurch in ununterbrochener Reihe aufeinander…Vor allem trugen die Erleuchtungen den Beifall der Kenner davon. Die Gärten der Favorite, die Schiffbrücke, die Jachten auf dem Flusse, die Kirchtürme von Kostheim, Kastel und Hochheim in der Ferne zauberten im Dunkel der Nacht einen künstlichen Tag hervor und gewährten einen Anblick, den man weder in London noch in Paris je so schön gesehen hatte. Im unermeßlichen Spiegel des Rheins verdoppelten sich die brennenden Türme und die vom Ufer in die Lüfte steigenden Feuergarben…[…]“

## Die Zerstörung
Fast genau ein Jahr nach dem Fürstentag im Juli 1792 waren das Lustschloss Favorite – Orangerie und Pavillons, die Rabatten mit ihrem reichhaltigen Figurenschmuck, die Wasserspiele, das Gartenhaus sowie die Rosskastanienalleen – völlig zerstört. Ironischerweise war dieser Fürstentag die Ursache für die Zerstörung der Favorite. Die in Mainz zwischen Kaiser Franz II. und König Friedrich Wilhelm II. abgesprochene Vorgehensweise der Koalitionstruppen, denen auch der letzte Mainzer Kurfürst Friedrich Karl Joseph von Erthal angehörte, führte zum Ersten Koalitionskrieg. Nach dem Vordringen der preußischen und österreichischen Truppen unter Führung des Herzogs von Braunschweig kam es am 20. September 1792 zu der Kanonade von Valmy. Diese endete mit einer Niederlage der Koalitionstruppen. Die französische Revolutionsarmee ging zum Gegenangriff über, drang unter General Custine Ende September in die Pfalz ein und besetzte am 21. Oktober 1792 Mainz.
Mitte April 1793 wurde die mittlerweile französische Stadt und Festung Mainz bei dem Gegenvorstoß der preußischen und österreichischen Koalitionstruppen eingeschlossen. Durch die kriegsbedingte Planierung des Vorfeldes der Festungsmauern kam es zu ersten Zerstörungen der Favorite; so wurden unter anderem die hölzernen Kavalierpavillons abgerissen und Bäume gefällt. Nach gescheiterten Übergabeverhandlungen begann in der Nacht zum 17. Juni 1793 das Bombardement auf die belagerte Stadt, die der Augenzeuge Johann Wolfgang von Goethe in seinem Werk Die Belagerung von Mainz literarisch festhielt. Bei der knapp vierwöchigen Dauer des Bombardements wurde die gesamte Anlage, die direkt in der Frontlinie lag, vollständig zerstört. Aber nicht nur die Favorite, sondern auch die Mainzer Liebfrauen- und die Jesuitenkirche, die Dompropstei und viele Bürgerhäuser und Adelspaläste gingen für immer verloren. Bereits am 25. Juni 1793 schrieb der Mainzer Kurfürst Friedrich Karl Joseph von Erthal in einem Brief:

« La Favorite est détruite pour jamais, mes meubles dans les maisons, voitures, carosses, beaucoup de linge, tout est au diable. Ma bibliothèque est transportée, volée, pillée. »

„Die Favorite ist für immer zerstört, meine Möbel in den Häusern, Fahrzeuge, Kutschen, viel Wäsche, alles ist zum Teufel. Meine Bibliothek wurde weggeschafft, gestohlen, geplündert.“

Goethe besuchte nach der Einnahme von Mainz am 23. Juli 1793 die zerstörte Favorite und schrieb über seine Eindrücke:

„Bei unserem folgenden Hin- und Herwandern wußten wir den Platz, wo die Favorite gestanden, kaum zu unterscheiden. Im August vorigen Jahres erhub sich hier noch ein prächtiger Gartensaal; Terrassen, Orangerie, Springwerke machten diesen unmittelbar am Rhein liegenden Lustort höchst vergnüglich. Hier grünten die Alleen, in welchen, wie der Gärtner mir erzählte, sein gnädigster Kurfürst die höchsten Häupter mit allem Gefolge an unübersehbaren Tafeln bewirtet; und was der gute alte Mann nicht alles von demastenen Gedecken, Silberzeug und Geschirr erzählen kann. Geknüpft an jene Erinnerung machte die Gegenwart nur noch einen unerträglichen Eindruck.“

## Nach der Favorite: „Wüstenei“, Richtplatz und die „Neue Anlage“
Das Gelände des Lustschlosses Favorite war für die nächsten 26 Jahre verwüstet. Nach dem Frieden von Campo Formio 1797 gehörte Mainz-Mayence wieder zu Frankreich. Baumaterial, welches von der verwüsteten Favorite wieder verwendet werden konnte, wurde für den von den Franzosen betriebenen Festungsbau in Kastel benutzt. 1797 bezeichnete ein lokaler Geschichtsschreiber die Gegend als „Wüstenei“, es bot sich dort „ein Bild fürchterlicher Verwüstung“. 1798 feierte die französische Administration ein „Fest des Ackerbaus“ auf dem Gelände der zerstörten Favorite; ein Ort, der mit ziemlicher Sicherheit auch politisch-ideologisch motiviert ausgewählt wurde. Dieses Fest war ein Teil der verschiedenen „Nationalfeste“, die im französischen Mayence der nachrevolutionären Zeit zelebriert wurden. Außerdem wurde das Gelände von der französischen Justiz als Richtplatz verwendet. Prominentester Delinquent war 1803 Johannes Bückler alias Schinderhannes, der dort mit seinen Bandenmitgliedern auf dem Gelände der ehemaligen Favorite mit der Guillotine hingerichtet wurde.
Erst nach dem Ende der französischen Herrschaft 1814 und dem Anschluss von Mainz an das Großherzogtum Hessen-Darmstadt am 30. Juni 1816 wurde dem Gelände der ehemaligen kurfürstlichen Favorite wieder mehr Aufmerksamkeit geschenkt. 1816 wurde es der Stadt Mainz übergeben mit der Auflage, dort einen „Volksgarten“ einzurichten. Der in Versailles ausgebildete Mainzer Landschaftsarchitekt Peter Wolf entwarf für das Gelände eine so genannte Neue Anlage im Stil eines englischen Landschaftsparks. Diese wurde zwischen 1820 und 1825 gebaut. Ab der Mitte des 19. Jahrhunderts verwilderte allerdings die Anlage. Die Gebrüder Siesmayer, bekannte Frankfurter Gartenarchitekten, wurden deshalb 1888 mit der Neugestaltung beauftragt. Der heutige Stadtpark trägt im Wesentlichen ihre gestalterische Handschrift.

## Heute sichtbare Überreste
Von der ganzen Anlage des Lustschlosses Favorite sind lediglich zwei Statuen erhalten. Die gut erhaltene rote Sandsteinfigur eines Herkules wurde 1861 bei Bauarbeiten zur Hessischen Ludwigsbahn gefunden und von den Gebrüdern Siesmayer im späteren Stadtpark aufgestellt. Dort befindet sich auch der unter gleichen Umständen gefundene Torso eines Flussgottes (Rhenus?), der vielleicht figürlicher Bestandteil der großen Wasserkaskade vor der Orangerie war.
Bei Grabungsarbeiten Ende 2009 am Winterhafen wurden Reste der Einfriedungs- und Stützmauer des Rheinschlösschens sowie des mit Kieseln gepflasterten Promenadenwegs, der entlang des Rheins verlief, entdeckt.
Sprachliche Anklänge an das ehemalige Lustschloss sind die Straßenbezeichnung An der Favorite und ein gleichnamiges Hotel im Stadtpark. Am stadtnahen nördlichen Eingang des Stadtparks weist eine großformatige Hinweistafel der Stadt Mainz auf die ehemalige Anlage hin.

## Lustschloss oder Barockgarten?
In der Literatur wird in der Regel der Begriff Lustschloss Favorite als Bezeichnung für die Gesamtanlage verwendet. Lustschlösser entstanden aus der mittelalterlichen Hofhaltung heraus und sollten den Fürsten des Barock und Rokoko als intime und luxuriöse Rückzugsrefugien abseits des aufwändigen Hofzeremoniells dienen. Ein wichtiges Merkmal der Lustschlösser war insbesondere der das Schloss umgebende Gartenpark.
Vergleicht man die Gewichtung von Gebäude und Parkanlagen bei der Anlage des Lustschlosses Favorite, so fällt die im Gegensatz zur prachtvollen Gartengestaltung vergleichsweise bescheidene Gebäudegröße und -ausführung auf. Das kleine Rheinschlösschen bestand im Wesentlichen bereits vor dem Baubeginn der Favorite, das als eigentliches Lustschlösschen geplante zentrale Gebäude wurde in eine Orangerie umgewidmet, die kaum dem eigentlichen Bauziel entsprochen haben dürfte. Die Gebäudedekoration mittels Scheinarchitektur und Freskenmalerei steht ebenfalls im Gegensatz zu Schönborns Bauverständnis. Diese Diskrepanz fiel auch immer wieder Besuchern der Favorite auf, die, wie beispielsweise 1705 der englische Reisende Blainville, von eher „mittelmäßigen Gebäuden“ sprachen, die Gartenanlagen allerdings sehr lobten. Deshalb müsste man bei den fehlenden beziehungsweise eher unzulänglichen Baulichkeiten eigentlich von einem Barockgarten Favorite sprechen, dessen Gebäude eher nachgeordnet und weniger bedeutend waren.
Für die Beibehaltung der Einordnung der Anlage als Lustschloss mit dem Schwerpunkt der umgebenden Gartenanlagen sprechen allerdings zwei Fakten:
Lothar Franz von Schönborn konnte während seiner Zeit als Kurfürst auf das Kurfürstliche Schloss als Hauptresidenz und als repräsentativen Ort für Hofzeremonielle und Staatsgeschäfte zurückgreifen. Dies war ein Bauwerk im Stil der Deutschen Renaissance, an dem seit 1627 immer wieder gebaut wurde und das auch zu Schönborns Zeit nicht komplett fertiggestellt war. Es ist zwar bekannt, dass Schönborn das Kurfürstliche Schloss als zu altmodisch für sein Kunstempfinden ablehnte, benutzt haben dürfte er es jedoch auf jeden Fall. Somit kam dem Lustschloss Favorite vor den Toren der Stadt die klassische Rolle des intimen Rückzugsortes und der Sommerresidenz mit deutlichem Schwerpunkt der Gartenanlagen und Wasserspiele zu.
Nach Hennebo und Hoffmann ist die Stellung des dominierenden Hauptgebäudes in den Anlagen des Hochbarocks gerade in Deutschland höchst uneinheitlich. Unter anderem wird die Unterordnung des Hauptgebäudes im Gesamtplan, die Delegierung gewisser Funktionen an Orangerie-, Fest- oder Gartengebäude genannt; etwas, was in genau dieser Form bei der Favorite ebenfalls zu finden war. Auch in der Residenz Ansbach übernahm eine (dort allerdings schlossähnlich ausgebaute) Orangerie die Funktion des zentralen Gebäudes. Auch ein „Ersatz“ von aufwändigen Gebäudemassen durch zierlichere Heckenbosquets aufgrund beengter Platzverhältnisse wird genannt und ist neben Mainz auch zum Beispiel im Großen Garten in Hannover-Herrenhausen oder im Belvederegarten in Wien zu finden.

## Einordnung der Favorite in die zeitgenössische Gartenarchitektur
Das Lustschloss Favorite gilt neben seinem Vorbild Marly-le-Roi als erstes und richtungweisendes Beispiel für den Übergang vom formalen, französisch geprägten Barockgarten zu aufgelockerten Gestaltungsstrukturen mit parallel angelegten Einzelgartenanlagen. Ihre Weiterentwicklung und Vollendung fand diese Entwicklungsrichtung der Gartenarchitektur im Sanssouci Friedrichs des Großen. Somit war die Favorite, welche die aus Frankreich, Wien und Italien kommenden Impulse der neuen Gartengestaltung aufgenommen und mit deutschen Gestaltungselementen des Barock belebt hatte, Vorbild für weitere, später einzuordnende Barock- und Rokokogärten.
Obwohl man sich bei der Planung des Lustschlosses samt Anlagen an dem französischen Vorbild orientierte, zeichneten die Favorite doch einige Besonderheiten aus, die teilweise die zukünftige Gestaltungsmode in der Gartenarchitektur prägten. So war die Einteilung der Gesamtanlage in drei parallel nebeneinander und zum Rhein hin ausgerichteten Gartenanlagen fast revolutionär in der damaligen Gartenarchitektur. Jede der Anlagen wies andere gestalterische Schwerpunkte auf, die trotzdem mit der Gesamtanlage harmonierten. Hennebo und Hoffmann sprechen folgerichtig von einer „…zunehmend stärkeren Tendenz nach Auflösung der zwingenden, einheitlichen Achsenstruktur des Barockgartens, nach Durchbrechung seines Subordinations- und Einheitsgedankens …“.
Auch die Sichtachsenführung, teils parallel zum Rhein, teils zum Rhein hinweisend, war zu damaliger Zeit neu. Marie Luise Gothein nennt dies eine dreifache Achsenentfaltung und bezeichnet die Favorite als den bedeutendsten der zahlreichen Gärten von Lothar Franz von Schönborn.
Ebenfalls außergewöhnlich war die Einbindung der Flüsse Rhein und Main (und somit der umgebenden Natur) in das gestalterische Gesamtkonzept. Oben wurde ja schon von der Vorliebe Schönborns für aufwändige Wasserspiele berichtet. Seine Architekten konzipierten die erste und zweite Gartenanlage deshalb so, dass die Sichtachsen, geführt von kaskadierenden Wasserspielen hin zum Rhein und zu der direkt gegenüberliegenden Mainmündung wiesen. Dem Rhein kam somit die Funktion eines abschließenden natürlichen Wasserkanals direkt am unteren Ende der Parterres zu während der Main eine, wenn auch indirekte, Weiterführung der durch die Wasserläufe in der Anlage gebildeten Achse bedeutete.
Die gelungene Inszenierung des Lustschlosses Favorite in Kombination mit der es umgebenden Naturlandschaft, vor allem mit den beiden Flüssen und den typischen Weinbergsanlagen an den Hängen, wurde von vielen namhaften Besuchern gewürdigt, so z. B. auch von den Dichtern Goethe und Schiller. Man sieht hier bereits die ersten Anzeichen der am Ende des 18. und beginnenden 19. Jahrhunderts aufkommenden Rheinromantik, die sich erstmals in Beschreibungen der Favorite nachweisen lassen. So schrieb bereits 1785 Hirschfeld in seiner Theorie der Gartenkunst: „Die herrliche Lage der Favorite bei Mayntz erhält diesen vormals so berühmten Garten noch in einigem Ruf. Fast unter den Fenstern des Schlosses verbindet sich der Mayn mit dem Rhein, und beyde strömen in dem Gesichte des Gartens dahin, hinter welchem sich anmutige Weinberge erheben.“